# Coscinia xanthoptera
Coscinia xanthoptera là một loài bướm đêm thuộc phân họ Arctiinae, họ Erebidae.